# Scolecoseps acontias
Scolecoseps acontias är en ödleart som beskrevs av  Werner 1913. Scolecoseps acontias ingår i släktet Scolecoseps och familjen skinkar. IUCN kategoriserar arten globalt som sårbar. Inga underarter finns listade i Catalogue of Life.